# El Rebollal
El Rebollal ist ein Dorf in der Parroquia Pola de Siero der Gemeinde Siero in der autonomen Region Asturien in Spanien.

## Geographie
El Rebollal ist ein Dorf mit 18 Einwohnern, es ist 600 Meter von Pola de Siero, dem Hauptort der Gemeinde Siero entfernt und liegt auf 231 m.

### Jakobsweg
Der Jakobsweg, Camino de la Costa verläuft durch das Dorf. Der Ort Pola de Siero mit der (Pfarrkirche) Iglesia Parroquial de San Pedro ist das Ziel dieser Etappe durch Siero.

## Klima
Milde Sommer mit ebenfalls milden, selten strengen Wintern. Im Frühling und Herbst ist mit starken Stürmen zu rechnen.